# Real Monasterio de Santo Tomás (Ávila)
El real monasterio de Santo Tomás es un edificio de estilo gótico que se encuentra en la ciudad de Ávila. Su fundación, en 1480, se debió al tesorero de los Reyes Católicos, Hernán Núñez de Arnalte, quien otorgó poder a favor de su esposa, María Dávila, y de fray Tomás de Torquemada para que actuasen en su nombre para la fundación de un convento de dominicos en Ávila en honor de Santo Tomás de Aquino.
Ha sido expresamente declarado en 1985 Patrimonio de la Humanidad, como elemento individual integrante del conjunto Ciudad vieja de Ávila e iglesias extramuros (ref. 348-011, con un ámbito protegido de 1.02 ha).

## Historia
En 1482, bajo la dirección de Martín de Solórzano, comenzaron las obras, que duraron hasta 1493, con donativos dispuestos por don Hernán, y otros otorgados por los Reyes Católicos, quienes eligieron el nuevo convento para residencia de verano y enterramiento del heredero de la corona, el príncipe don Juan, en el sepulcro realizado años después (1510) por Domenico Fancelli, por encargo de Fernando el Católico. El epitafio del sepulcro dice lo siguiente:

Juan, Príncipe de las Españas, de virtudes y ciencia lleno, verdadero cristiano, muy amado de sus padres y de su patria, en pocos años realizó muchas obras buenas con prudencia y virtud. Descansa en este túmulo mandado hacer por su óptimo y piadoso padre Fernando, rey invicto y defensor de la Iglesia. Su madre, la Reina Isabel, purísima y depósito de todas las virtudes, mandó por testamento se hiciese tal. Vivió diez y nueve años y murió en 1497.

Fue empleado como tribunal de la Inquisición. Sus estancias albergaron los últimos años de fray Tomás de Torquemada hasta su fallecimiento ocurrido el 16 de septiembre de 1498. También fue casa de estudio y posteriormente universidad.

## Partes
De estilo gótico isabelino, el monasterio de Santo Tomás es una de las joyas de Ávila. Es un monasterio de gran tamaño, llegando a tener hasta tres claustros diferentes.

### Exterior
La fachada de la iglesia se distingue por su inmensa portada dibujada por un gran arco escarzano y dos machones que forman una "H".
A lo largo de los machones hay bolas, las cuales se repiten en todo el edificio. 
Hay diez estatuas, realizadas por Gil de Siloé y Diego de la Cruz, ubicadas bajo doseles y pináculos; las más cercanas a la puerta representan la Anunciación.
En la mitad de la fachada se sitúa un gran rosetón que da luz al coro y la iglesia y un poco más arriba, el escudo de los Reyes Católicos sostenido por un águila.

### Interior

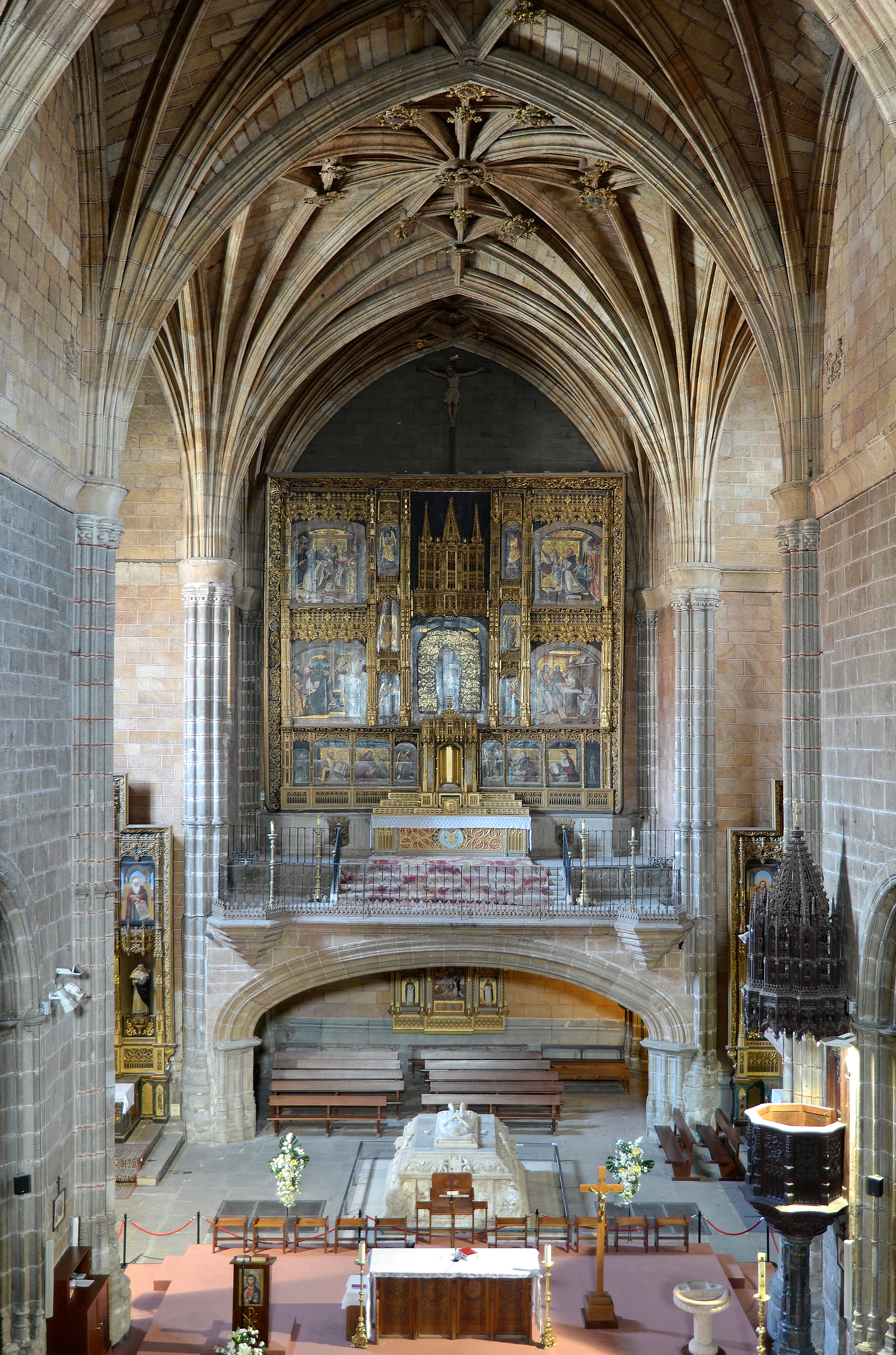
Interior de la iglesia del monasterio vista desde el coro

San Agustín, detalle del retablo del altar mayor

La nave principal tiene unas medidas de 53 metros de largo por 10,50 de ancho y el crucero mide 28,80 metros de largo por 10,30 de ancho, en estilo gótico flamígero.
El crucero, delimitado por cuatro columnas, semejando ramas de palmera, está concebido para albergar para el sepulcro del Infante Don Juan.
En las ocho capillas hay esculturas como las que flanquean el sepulcro de los Dávila, ayos del Príncipe Don Juan, o el grupo que representa a Domingo de Guzmán y Francisco de Asís, obra de Luis Salvador Carmona (1709-1767). Destaca también el Cristo de las Angustias o de la Agonía, donde se encuentra el confesionario de Santa Teresa y donde, según relata, tuvo una visión el 15 de agosto de 1561. Tras la restauración realizada en 2014 se ha podido atribuir la misma a Gil de Siloé junto a su policromador Diego de la Cruz.
El retablo mayor, realizado por Pedro Berruguete (1440-1504), es la obra más importante de la iglesia junto con el sepulcro del Infante. Es considerado una de las mejores obras de Berruguete, fue comenzado en 1494, un año después del final de la construcción del monasterio. El retablo está estructurado en tres partes, que contienen cinco grandes tablas relativas a diversos episodios de la vida de Santo Tomás de Aquino. En la predela se puede observar, de izquierda a derecha, las representaciones de San Esteban, San Agustín, San Juan evangelista, San Mateo, San Jerónimo y San Sebastián. Otras diecinueve pinturas adornan la nave de la iglesia.

### Coro

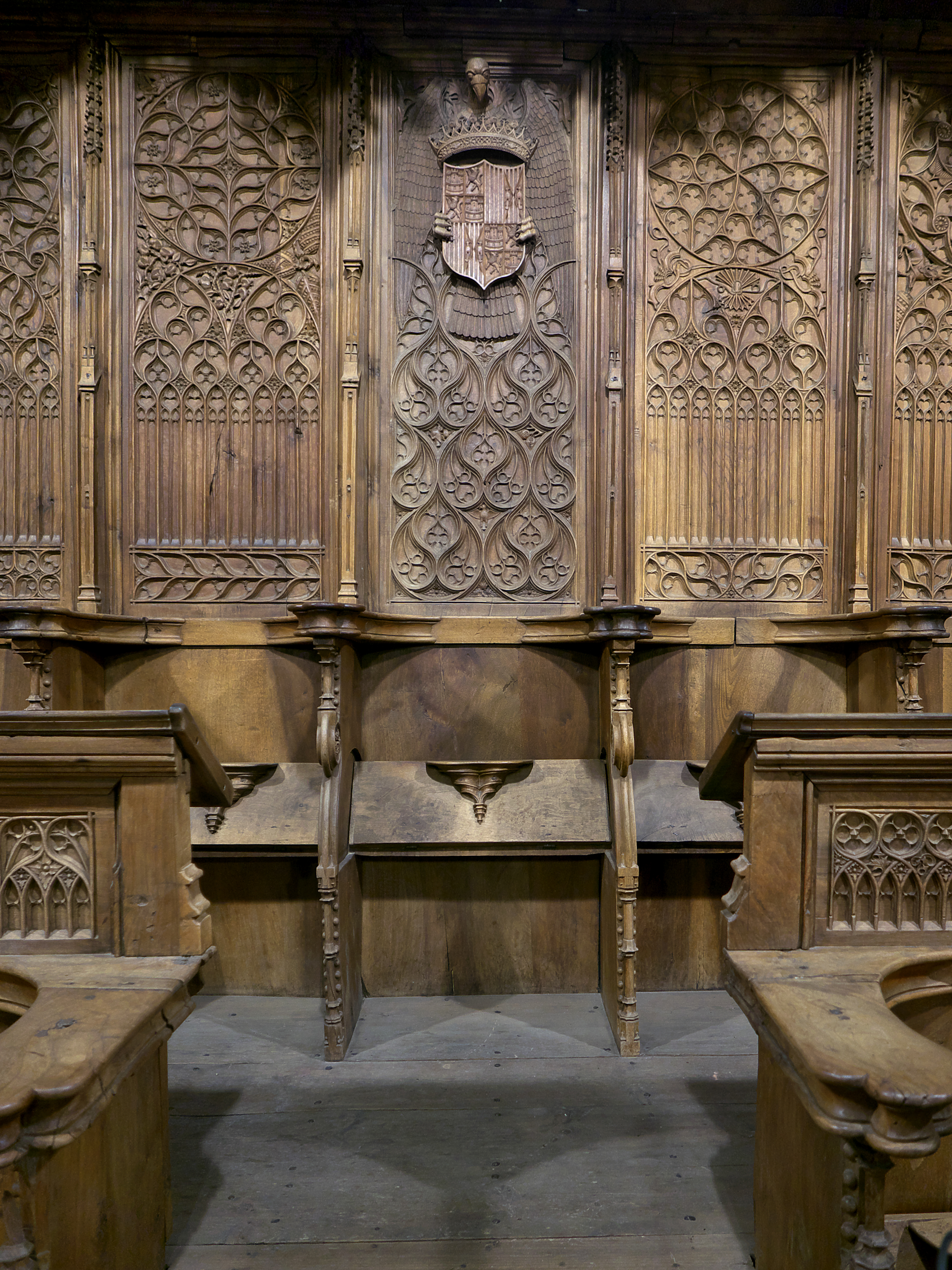
Silla abacial del coro

El coro es su gran tamaño. Pose cuarenta y cinco sillas en la parte superior y treinta y cuatro en la inferior; dispuestas en forma de letra "U", con las dos sillas más cercanas al altar para uso de los Reyes Católicos. Están realizadas en madera de nogal y estilo gótico flamígero, los respaldos están cubiertos de diseños geométricos y figuras de plantas o animales fantásticos, el símbolo de los Reyes Católicos, el yugo y las flechas, junto con la granada, está también representado. El conjunto es obra de Martín Sánchez de Valladolid, quién realizó el coro de la Cartuja de Miraflores en Burgos.

### Sepulcro del infante don Juan

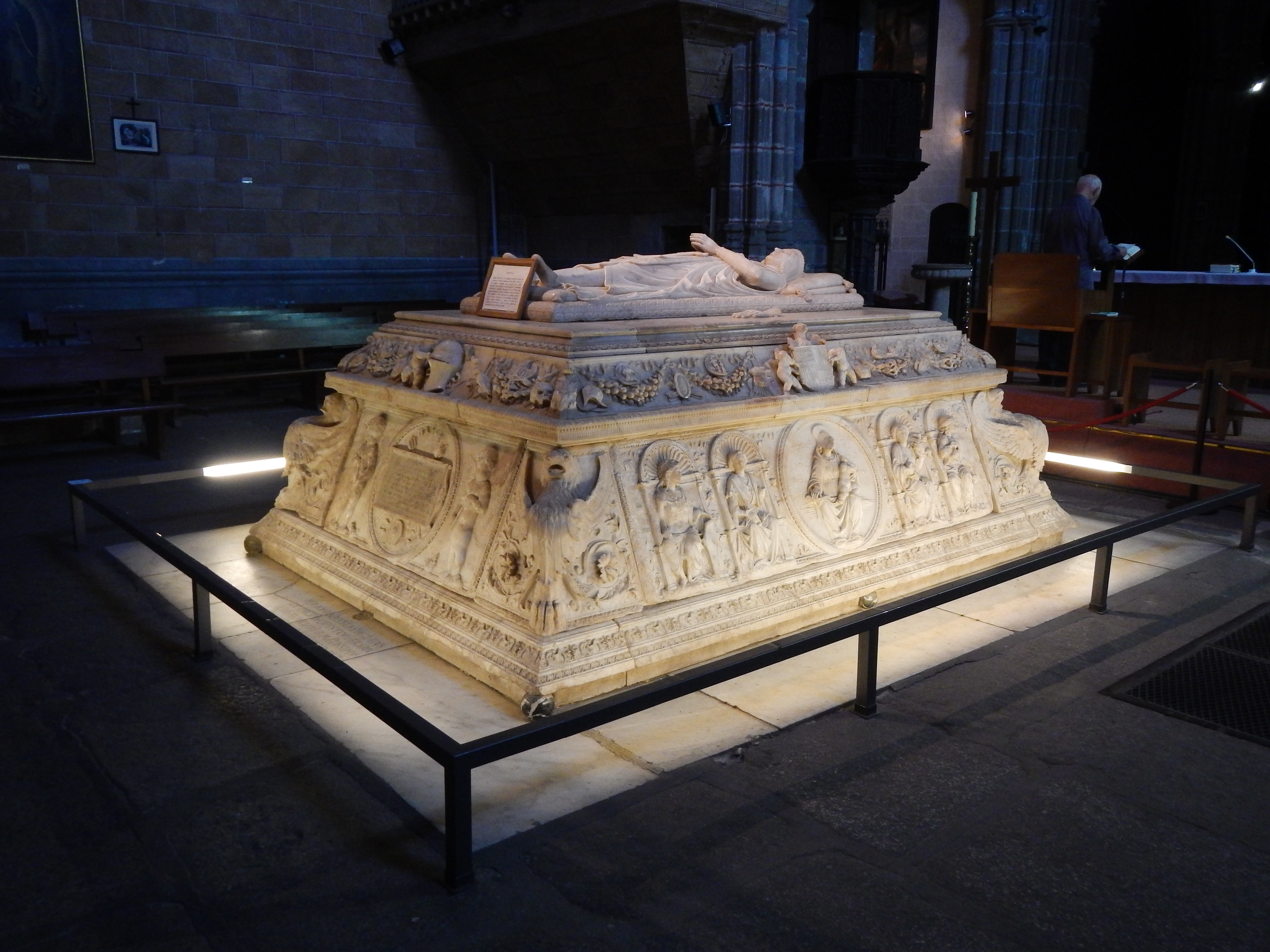
Sepulcro del Infante Don Juan

El infante don Juan era el único hijo varón de los Reyes Católicos, pero murió prematuramente antes de llegar al trono. Su madre, Isabel, quiso dejar en su testamento un sarcófago de mármol para su hijo.
El sepulcro es obra de Domenico Fancelli. Fue esculpido en Génova en los años 1511-1512 y luego colocado en la iglesia del monasterio. Doménico Fancelli se inspiró en el sepulcro de los Reyes Católicos (capilla real de Granada) y en el arte italiano (bronce del papa Sixto IV en la Ciudad del Vaticano, realizado por Pollaiuolo).
El príncipe, vestido de guerrero, reposa con actitud serena y muestra unos rasgos jóvenes y bellos. Los pliegues del manto son de una gran perfección. A los pies una inscripción recuerda las cualidades del príncipe y lamenta su muerte prematura. El sepulcro está adornado con virtudes, alegorías y santos. Además hay unos guanteletes a los lados del infante, lo que indica que no murió en batalla.
Varios de los magníficos relieves fueron mutilados durante la Guerra de la Independencia en 1809. La verja de plata que rodeaba el sepulcro fue robada por los franceses quienes, además, profanaron los restos del príncipe Juan, cuyo paradero sigue siendo hoy un misterio.

### Claustro del Noviciado

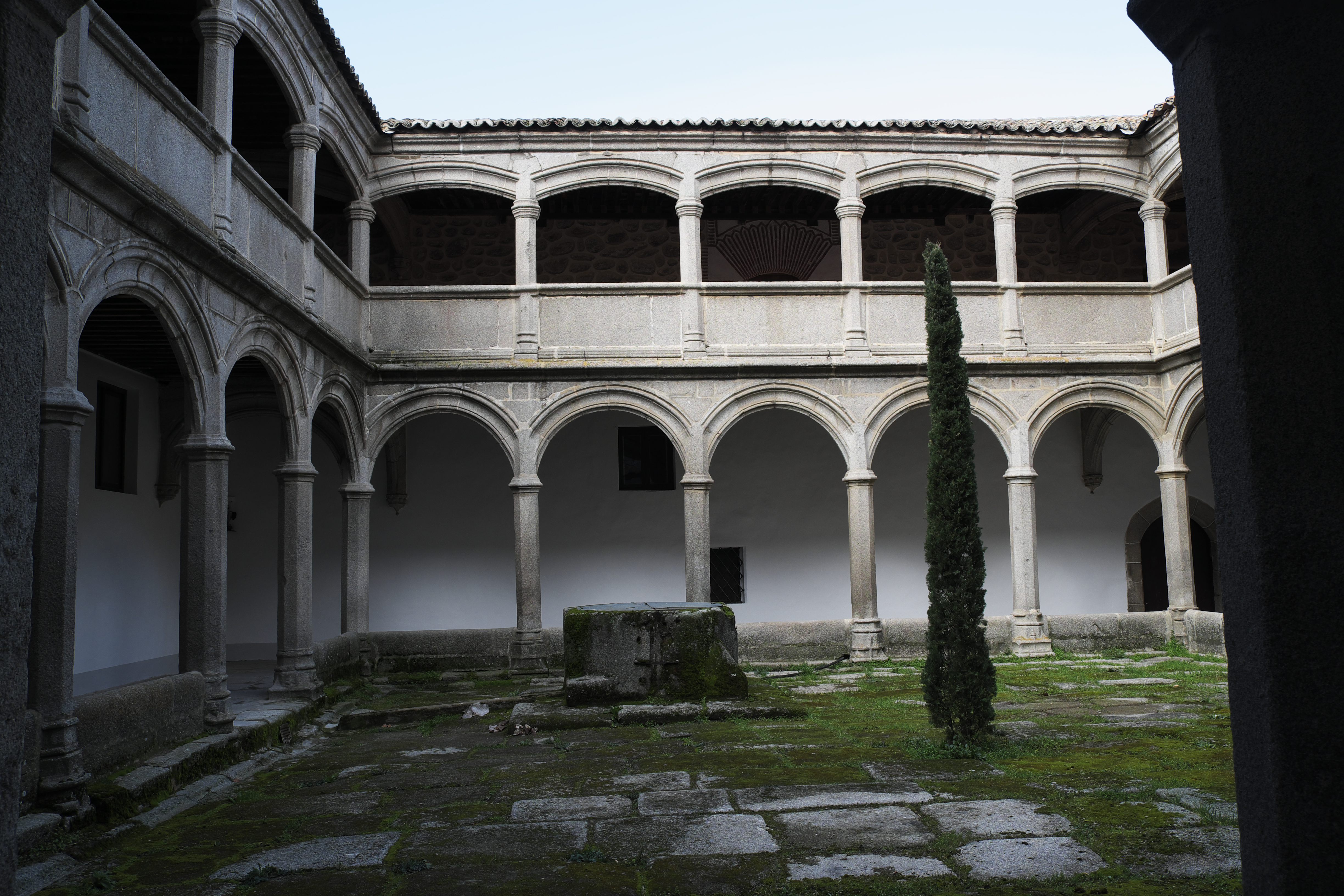
Claustro del Noviciado.

Es el primero y más antiguo de los tres claustros del monasterio. Sus pequeñas dimensiones (12,70 x 14,40 metros) y su falta de ornamentación le da una gran sobriedad.
Este claustro es de estilo toscano. Tiene dos pisos desiguales, en granito, de 20 arcos y 20 columnas sin basamento y de sección octogonal, mientras que en el piso superior, los arcos son escarzanos y de amplias circunferencias.
El detalle más original de este claustro es el pozo, que en lugar de estar en el centro del patio, se encuentra en un lateral.

### Claustro del Silencio

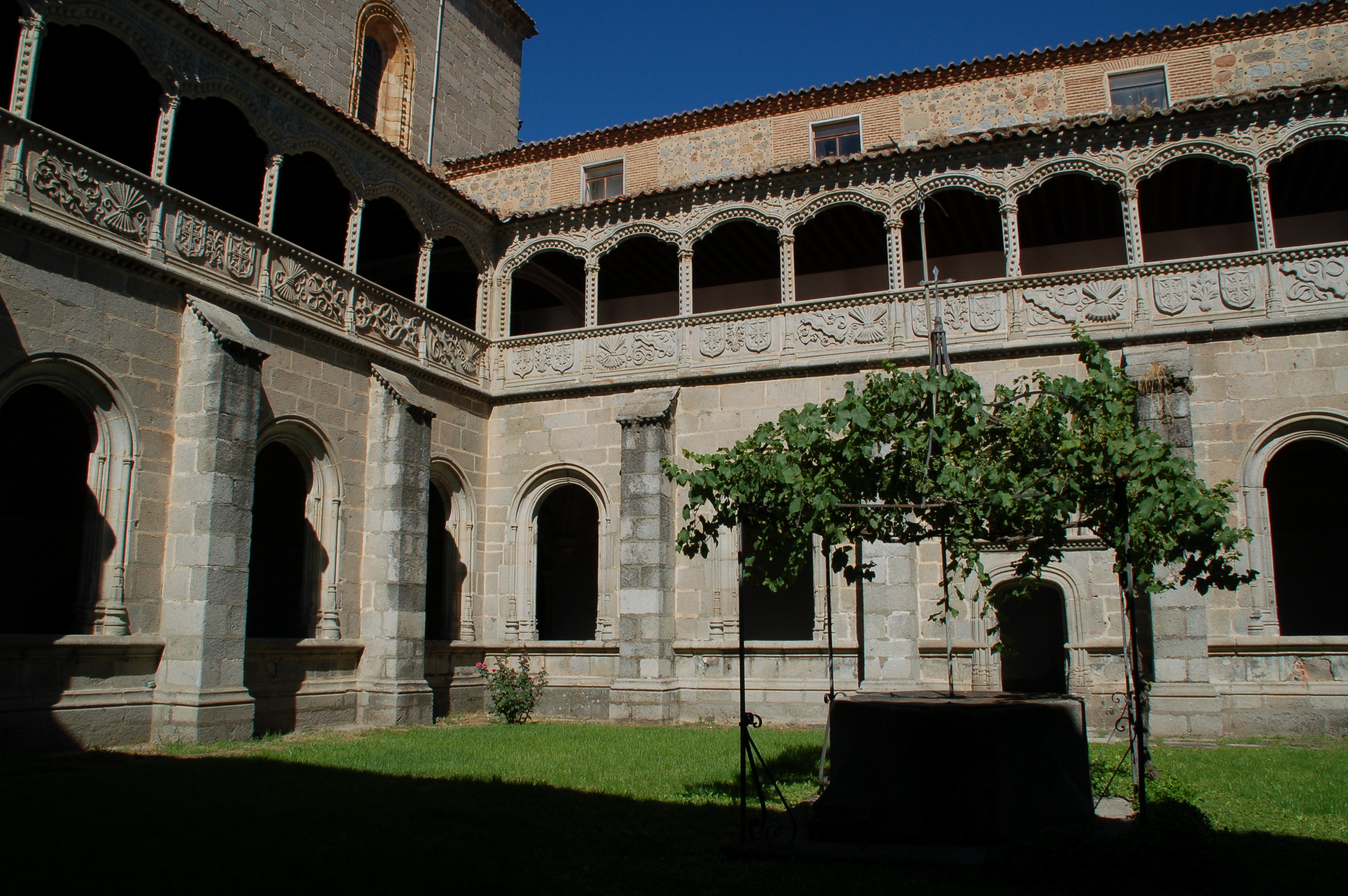
Claustro del Silencio.

Llamado también de los Difuntos porque los frailes eran antes enterrados aquí.
El claustro tiene unas medidas de 19,40 por 20,90 metros y tiene dos plantas. Consta de 18 arcos, con dos puertas de acceso en su parte interior, y de 38 arcos polilobulados en su parte superior.
Destaca abajo en primer lugar, la bóveda de crucería, claramente de estilo gótico. Los adornos que decoran la bóveda son casi en su totalidad de 1935. Los capiteles que ornamentan la parte inferior del claustro y que sostienen las pilastras son distintos. Los muros del interior permiten contemplar un total de siete puertas que comunican con distintas dependencias, todas ellas con arcos y estructuras diferentes. El claustro cuenta también con un rincón recoleto donde los religiosos se lavaban las manos antes de pasar al refectorio.
Arriba, en el exterior del claustro, los lienzos que se ven están ornamentados a base de yugos y flechas (símbolos de los Reyes Católicos), del escudo de los dominicos y de la flor de lis. Las ataduras de los yugos y las flechas, así como los ramilletes de flores, son todos distintos. Por un friso corren ramas de granadas semiabiertas.

### Claustro de los Reyes

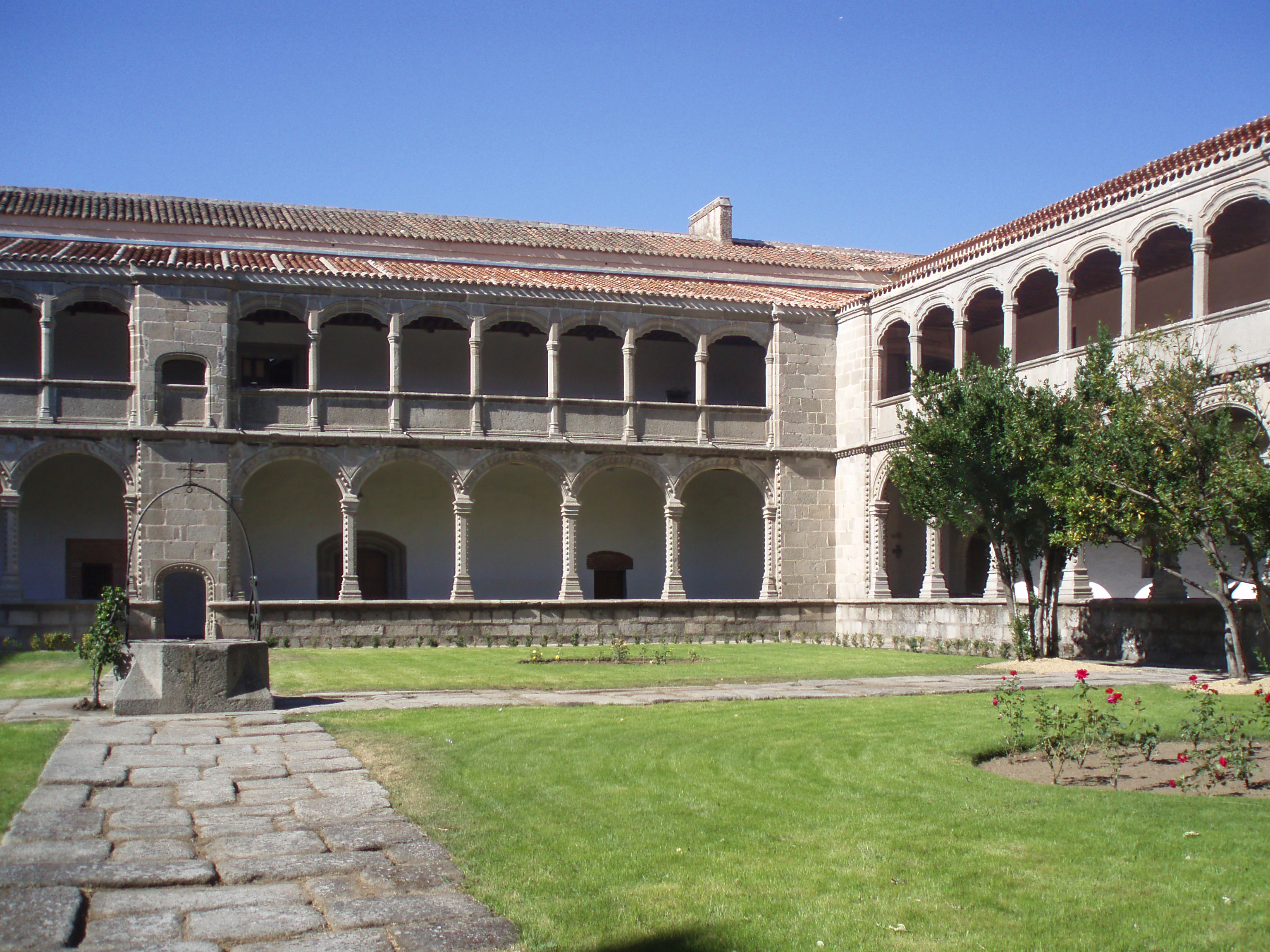
Claustro de los Reyes

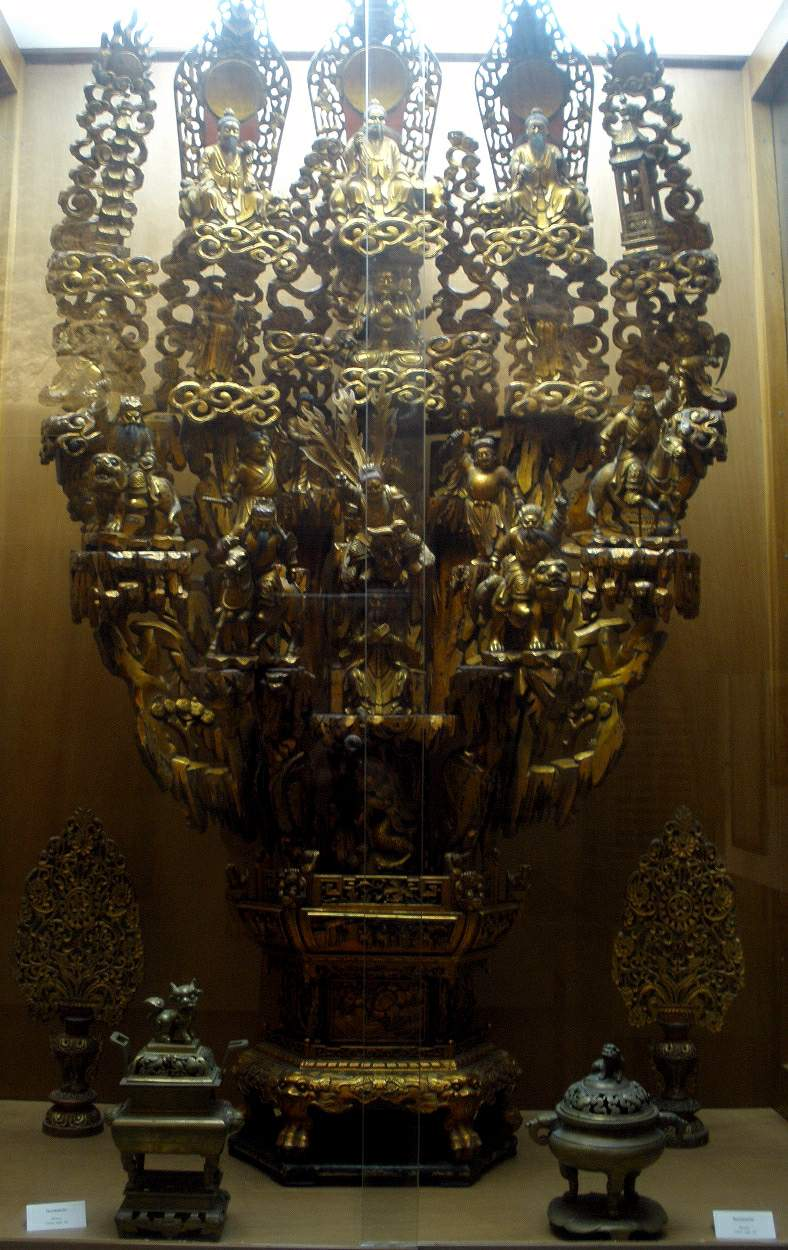
Montaña taoísta, del (Museo de Arte Oriental)

Se llama así porque era la zona destinada a palacio de verano de los Reyes Católicos.
El claustro es muy amplio y luminoso. Lo forman 40 arcos por su parte inferior y 56 en la superior. Comparado con el claustro del Silencio, carece casi de ornamentación, a no ser las bolas que rodean los arcos inferiores, algo propio, por otra parte, de monumentos abulenses. De ahí su nombre: Perlado abulense.
Según las últimas investigaciones[cita requerida], el tercer claustro no habría sido construido por los Reyes Católicos, sino por Carlos V.
En el ala sur de este claustro se hallan las aulas, ya remodeladas, de la desaparecida Universidad de Santo Tomás de Ávila, establecida aquí a mediados del siglo XVI y clausurada en el siglo XIX, donde se graduaría Gaspar Melchor de Jovellanos.
En este claustro se encuentran, además, dos museos:

#### Museo de Arte Oriental
Inaugurado en 1964, dentro del complejo del Real Monasterio de Santo Tomás, ocupa el palacio de verano de los Reyes Católicos. Es uno de los dos museos de arte asiático que existen en España, junto con el de los Padres Agustinos Filipinos en Valladolid. Lo componen obras procedentes de Japón, Vietnam, Filipinas y China. Esta colección etnográfica oriental contiene piezas adquiridas por misioneros dominicos, como los libros de coro y marfil filipino.

#### Museo de Ciencias Naturales
Igualmente existe un pequeño museo, anexo al anterior, dedicado a las ciencias naturales, que formaba parte del gabinete de historia natural del antiguo Estudio General de la Orden. Con ejemplares de los cinco continentes, vertebrados e invertebrados, supone una excelente colección de ejemplares zoológicos.